# تيم فينكين
تيم فينكين (بالهولندية: Tim Vincken)‏ (12 سبتمبر 1986 في هولندا - ) هو لاعب كرة قدم هولندي في مركز الهجوم. شارك مع منتخب هولندا تحت 19 سنة لكرة القدم. أما مع النوادي، فقد لعب مع أتليتيكو بالياريس ودي غرافشاب وفاينورد ونادي إكسلسيور.

## وصلات خارجية
- تيم فينكين على موقع قاعدة بيانات كرة القدم.إي يو (الإنجليزية)
- تيم فينكين على موقع Soccerway.com (الإنجليزية)
- تيم فينكين على موقع عالم كرة القدم.نت (الإنجليزية)